# 马特乌斯·梅里安
老马特乌斯·梅里安（德語：Matthäus Merian der Ältere，1593年9月22日—1650年6月19日），瑞士版画家、制图家、出版商。他在德国法兰克福开有一家出版社。他制版印刷的地图、插图等是17世纪德国出版业的代表。著名作品有《日耳曼尼亚地理志》（Topographia Germaniae）等。

## 生平
马特乌斯·梅里安生于瑞士巴塞尔，是当地著名的梅里安家族的成员。早年在苏黎世学习铜版画技术，此后在法国斯特拉斯堡、南锡、巴黎等地继续深造。1615年，梅里安返回巴塞尔，次年前往德国法兰克福，加入约翰·德·布里（Johann Theodor de Bry）开设的出版社。1617年，他和德·布里的女儿结婚，并于1620年再次回到巴塞尔。1621年，儿子小马特乌斯·梅里安（Matthäus Merian der Jüngere）出生。
在此期间，梅里安确立了自己的艺术风格。1623年，德·布里去世，梅里安到法兰克福继承了他的出版社。1626年取得当地公民权，从此出版大量优秀作品。
1645年，妻子去世，共留下二子三女。次年梅里安再婚，此后小女儿玛丽亚·西碧拉·梅里安降生。玛丽亚后来成为著名的自然科学家。
1650年，马特乌斯·梅里安在长期疾病折磨之后，于威斯巴登的巴特施瓦尔巴赫去世。

## 作品
马特乌斯·梅里安精于铜版画，很多精品图书记录了当时的城市风貌和文化风俗。重要作品有：
- ，1590年，接替岳父德·布里完成的遗作。
- Robert Fludd的（1616-1627年）
- Michael Maier的中的50图版（1618年）
- 巴塞尔地区250张风景小图（1620-1625年）
- 马丁·路德1545年版《圣经》的配图，这一版故又称《梅里安圣经》（1625-1630年，斯特拉斯堡采茨纳（Lazare Zetzner）印刷）
- 159页配图《圣经》，包括78张铜版画及短文，以拉丁文、德文和法文出版（1627年，法兰克福）
- 《法兰克福鸟瞰图》，由四张图版组成（1628年）
- 《编年史》（Historische Chronik），Johann Ludwig Gottfried撰写（1629-1632年）
- 《欧洲舞台》（Theatrum Europaeum），欧洲地图及三十年战争期间的政治、军事事件（1629-1650年）
- 《寰宇国政记》（Archontologica cosmica），世界各王国概况，哥特弗里德（J. L. Gotfried）撰文（1638年）
- 《日耳曼尼亚地理志》，梅里安最重要的作品之一，文字由德国地理学家马丁·采勒（Martin Zeiler，1589-1661年）撰写。该书在1642至1654年间出齐，共分16卷。梅里安死后，其子重新整理，到1688年又增加数卷，补充了欧洲其他地区特别是法国、意大利和克里特的城镇。最终的鸿篇巨制，是当时篇幅最大的作品，由30卷组成，内含92张地图、1486幅铜版画，两千多处欧洲城市、要塞、村镇、城堡的全景图。梅里安忠实绘制景色的风格也使得这部作品成为当时欧洲景色最为详实和可靠的记录。
- 《巴塞尔死亡之舞》（Totentanz von Basel，1644年）

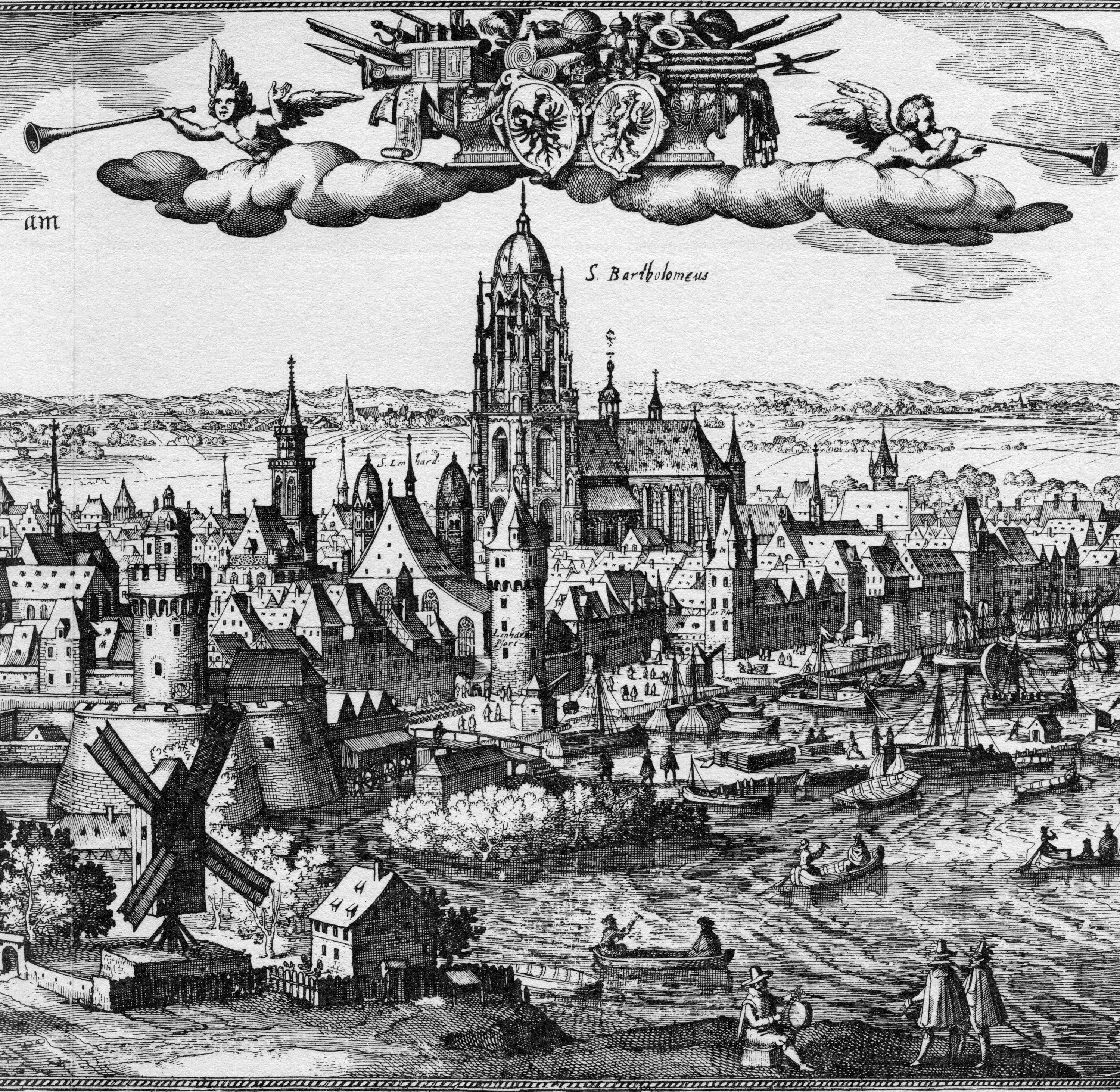
1612年的法兰克福
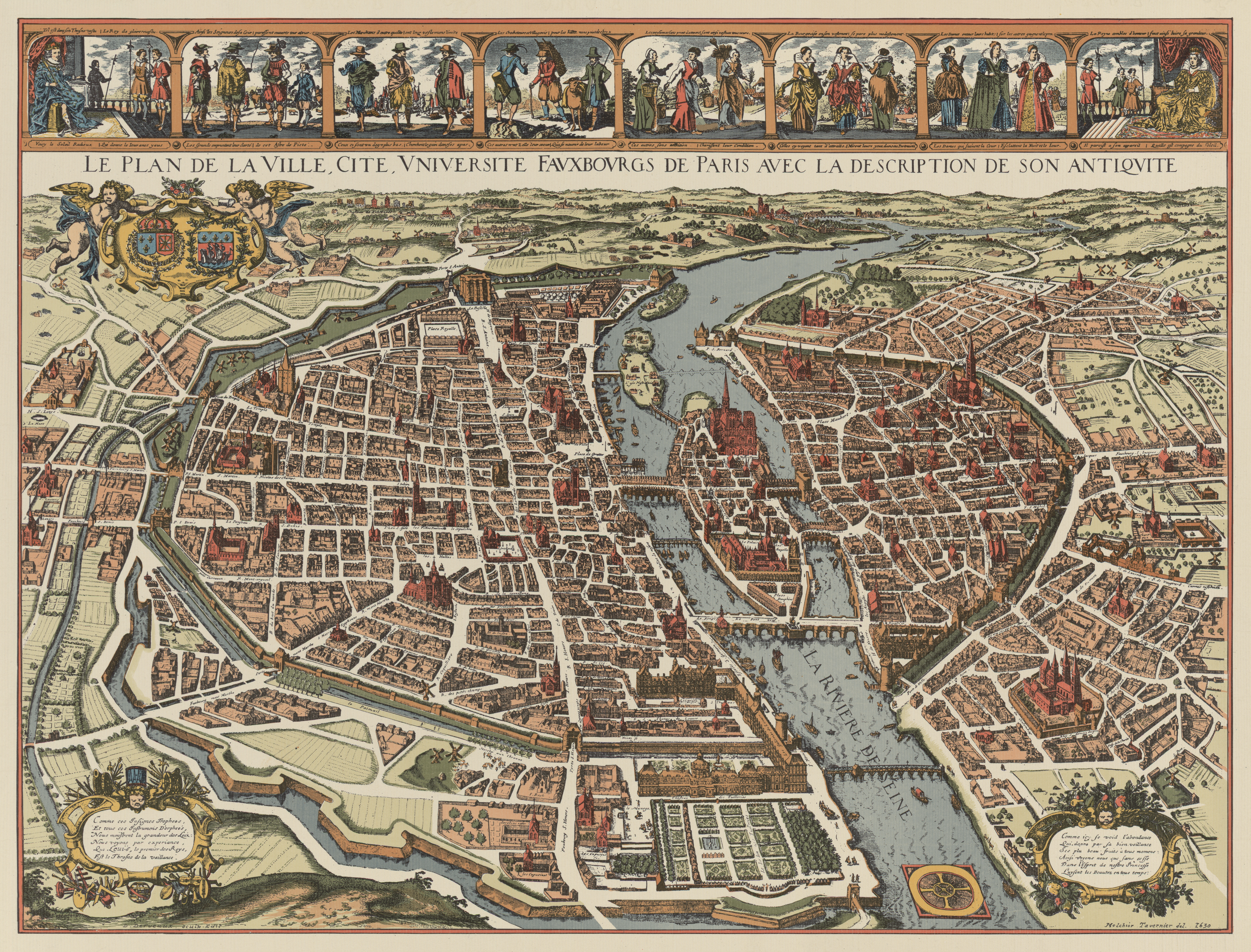
1615年左右的巴黎
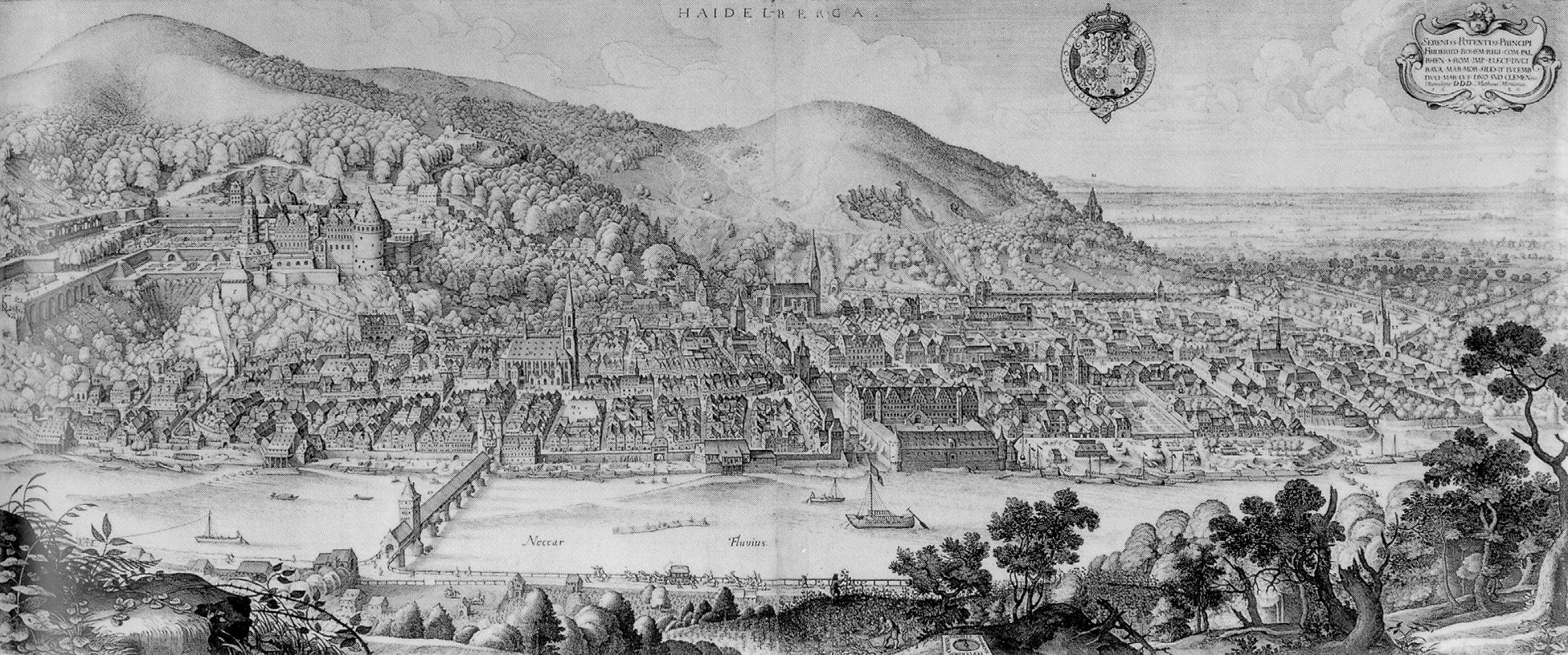
1620年作海德堡
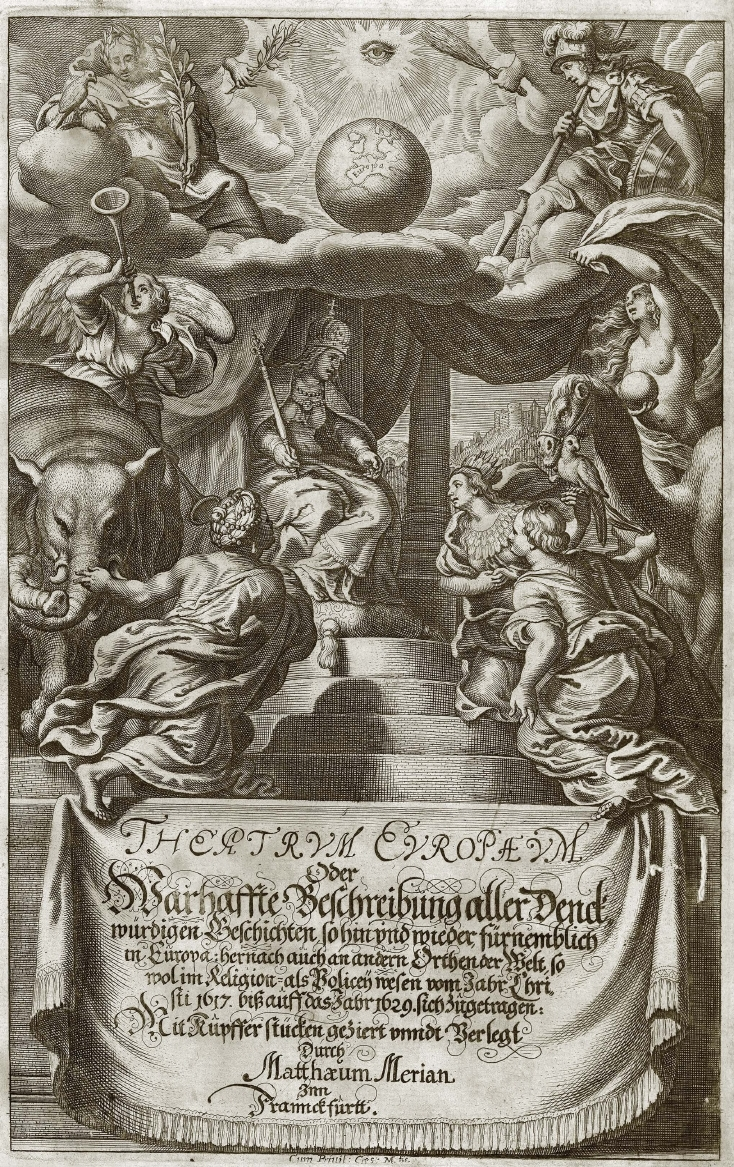
封页
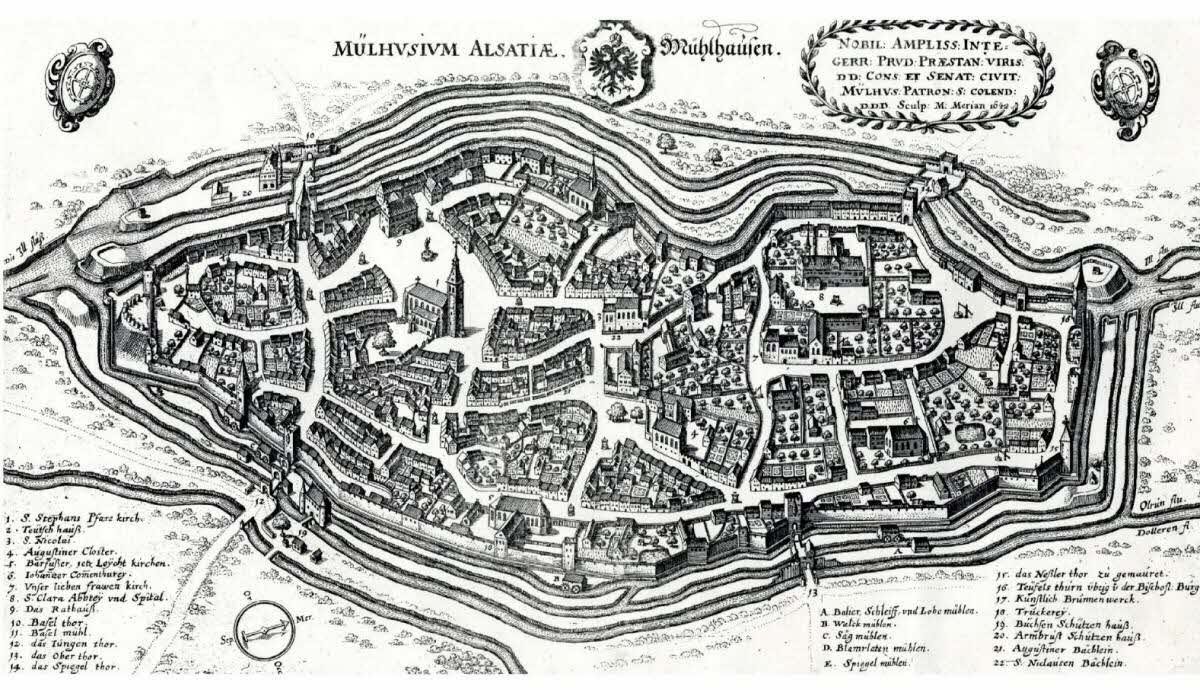
1642年米卢斯地图
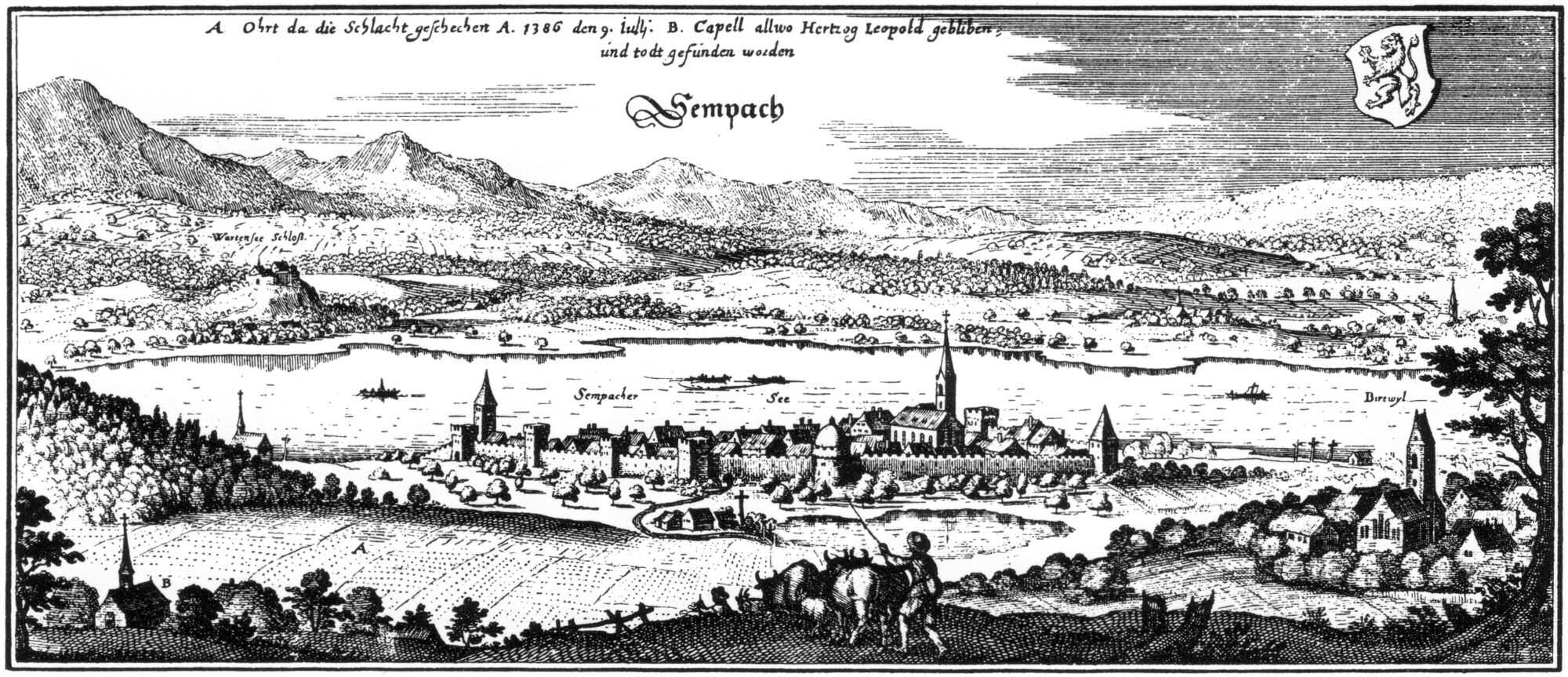
1640年森帕赫
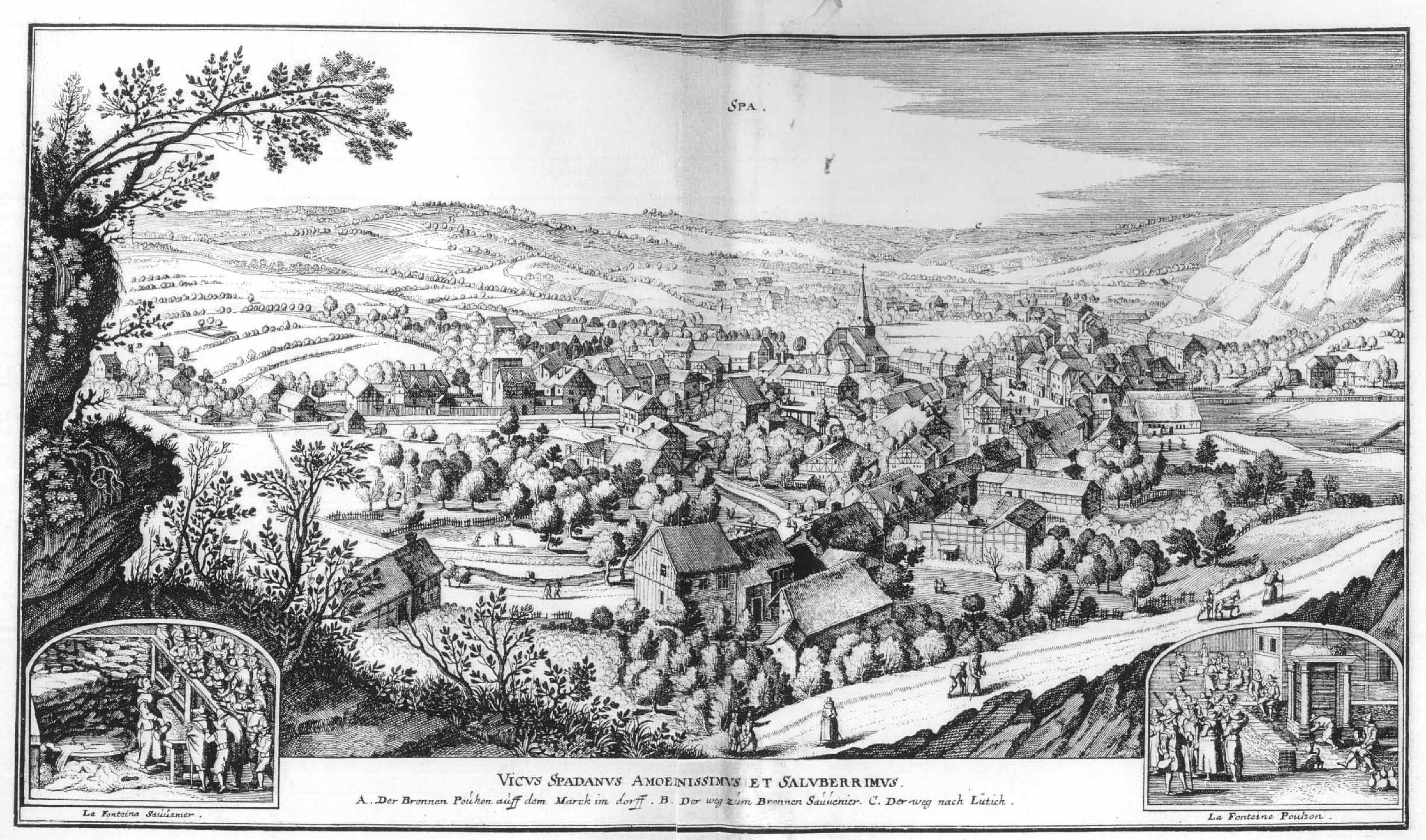
1647年的斯帕
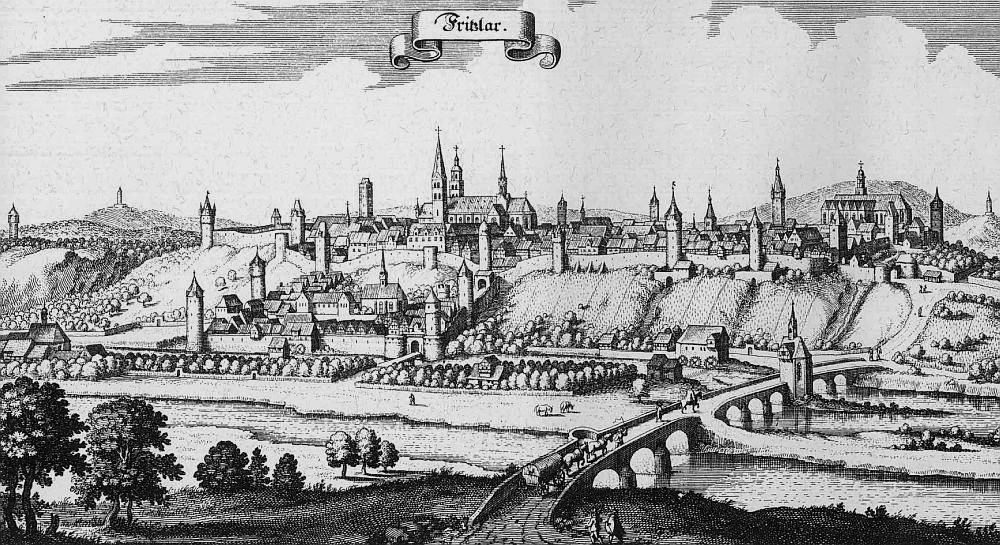
弗里茨拉尔，出自（1655年）
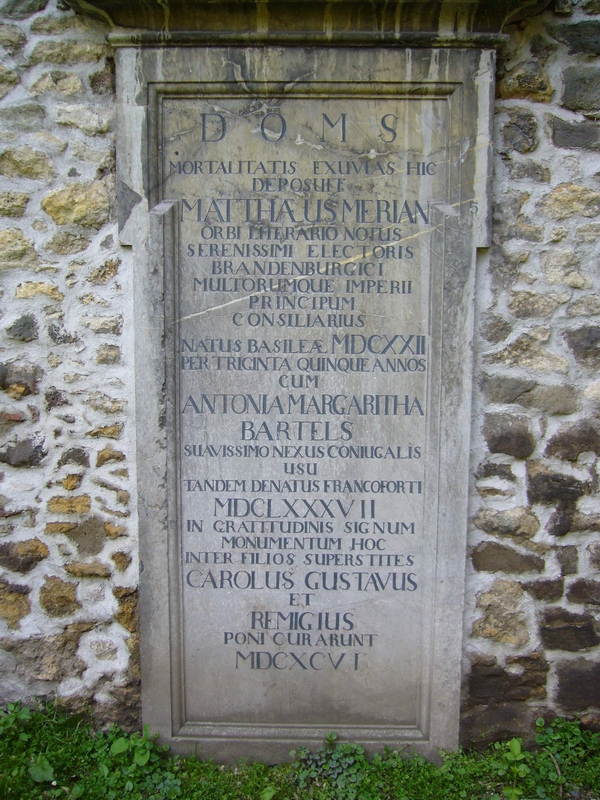
梅里安墓碑

### 传记
- （荷兰文） Cornelis de Bie, Het Gulden Cabinet, 1662, p. 485